# Paddy (film)
Pour plus de détails, voir Fiche technique et Distribution.
Paddy est un film français de Gérard Mordillat, sorti en 1999.

## Synopsis
A la mort de Ben, l'amant de Jean et de Paddy, ces derniers se retrouvent à vivre ensemble. Malgré qu'ils s'aiment toujours, ils vont se déchirer petit à petit

## Fiche technique
- Réalisation : Gérard Mordillat
- Scénario : Gérard Mordillat, Jérôme Prieur d'après le roman John Perkins : suivi d'un scrupule de Henri Thomas
- Musique : Jean-Claude Petit
- Photographie : Laurent Barès
- Montage : Sophie Rouffio
- Création des décors : Jean-Pierre Clech
- Création des costumes : Caroline de Vivaise
- Sociétés de production : Stéphan Films et Arte France Cinéma
- Genre : drame
- Durée : 90 minutes
- Date de sortie : 14 juillet 1999 (France)

## Distribution
- Marc Barbé : Jean
- Julie Gayet : Paddy
- Julie Jézéquel : Rose
- Jacques Pater : Baecker
- Florence Thomassin : Norma
- Luc Thuillier : Paul
- Julia Vaidis-Bogard : Dorothée
- Ariane Ascaride : La caissière
- Laurent Bouhnik : L'ingénieur usine
- Dan Franck : Le directeur du supermarché